# Ori and the Will of the Wisps
Ori and the Will of the Wisps é um jogo eletrônico metroidvania de aventura e plataforma desenvolvido pela Moon Studios e publicado pela Xbox Game Studios Europe para Microsoft Windows, Xbox One, Xbox Series X/S e Nintendo Switch. É a sequência de Ori and the Blind Forest e foi lançado em 11 de março de 2020.

## Jogabilidade
Os jogadores assumem o controle de Ori, um espírito guardião branco. Para progredir no jogo, os jogadores têm a tarefa de se mover entre plataformas e resolver quebra-cabeças. Diferente de Ori and the Blind Forest, Will of the Wisps parece confiar em salvamentos automáticos em vez de em links alma colocados manualmente, e o sistema de atualização sequencial do primeiro título foi abandonado por um sistema de fragmentos mais parecido com os encantos de Hollow Knight.

## Desenvolvimento e lançamento
O primeiro jogo da Moon Studios, Ori and the Blind Forest, foi um sucesso crítico e comercial, mas uma observação de que o produtor executivo Daniel Smith disse que encontrou jogadores pedindo mais Ori, pois eles foram capazes de concluir a campanha do jogo em cerca de oito horas.  Smith disse que sua equipe analisou como eles poderiam expandí-lo tanto em escala quanto em escopo, mantendo a continuidade narrativa. O principal desenvolvedor Thomas Mahler disse sobre essa mudança de escopo e escala: "A ideia é que Will of the Wisps deve ser para Blind Forest o que Super Mario Bros. 3 foi para o Super Mario Bros. original".
Quando Blind Forest terminou com Ori retornando Sein, uma entidade da Árvore dos Espíritos que concedeu a Ori várias de suas habilidades de combate, de volta à Árvore dos Espíritos, a equipe não quis desfazer isso em Will of the Wisps e os levou a descobrir um novo tipo de abordagem de combate corpo a corpo com aspectos adicionais de mira de projéteis, que também informaram o desenvolvimento da história. O primeiro Ori era um jogo baseado apenas em obras de arte bidimensionais. Jeremy Gritton, um artista para Blizzard Entertainment no momento do lançamento de Blind Forest, ficou impressionado com o jogo e deixou a Blizzard para se juntar a Moon Studios para ajudar a conduzir o desenvolvimento da arte em Will of the Wisps, com uma grande mudança de transformar toda a arte dos personagens principais em modelos tridimensionais reproduzidos em planos de fundo multicamadas para torná-los integrados perfeitamente. Isso também foi usado para ajudar os programas utilizados a desenvolver os processos mais flexíveis e simplificados para a cinematografia do jogo. Milton Guasti, desenvolvedor de AM2R, se juntou à equipe para apoiar o level design, e parte disso incluiu a recriação do mapa original de Blind Forest dentro do mundo de Will of the Wisps e o envolvimento de mais fases. Gareth Coker, que compôs a trilha sonora do primeiro jogo, continuou a fazer a música para a sequência, incorporando temas únicos para cada um dos personagens que Ori conhece ao longo do jogo.
Devido às várias expansões de escopo e escala, Mahler e um dos principais desenvolvedoresGennadiy Korol, disseram que a equipe estava "loucamente iterativa" ao longo do desenvolvimento. Por exemplo, o trailer na E3 2017 passou por 2.000 iterações durante o polimento. A equipe da Moon Studios, originalmente era formada por cerca de 20 no momento do lançamento de Blind Forest, expandindo-se para 80 no momento em que Will of the Wisps foi concluído, mas como com o primeiro jogo, a equipe permaneceu altamente descentralizada em todo o mundo com poucos membros trabalhando no mesmo local comum e a maioria trabalhando em escritórios domésticos.
Devido ao aumento do escopo, que Smith calculou ser três vezes maior que Blind Forest, o desenvolvimento do jogo levou mais tempo do que o planejado e acabou criando alguns adiamentos. Smith disse que parte disso está funcionalmente ligado à natureza de Metroidvanias: "Tudo é tão interconectado que, se você mudar um aspecto do jogo, é inevitável que isso influencie o resto. Leva apenas tempo para fazer uma experiência em que sinta que alcançou aquele polimento que as pessoas querem desfrutar". A sequência foi anunciada pela primeira vez na E3 2017 em junho, sem data de lançamento definida. Um segundo trailer foi revelado um ano mais tarde na E3 2018, com uma data de lançamento prevista para 2019. Na E3 2019, um novo trailer afirmou que o jogo havia sido adiado, mas com uma data planejada para 11 de fevereiro de 2020. Um adiamento final de um mês foi anunciado junto com o trailer final do jogo no The Game Awards 2019, marcando a data de lançamento em 11 de março de 2020. A Xbox Game Studios também anunciou uma edição de colecionador no mesmo dia, que inclui um CD de músicas de coleções de piano, um livro de aço, uma embalagem premium, um livro de arte e um download de música MP3 original da trilha sonora junto com o disco do jogo. Ori and the Will of the Wisps também foi confirmado para ser lançado no mesmo dia no Xbox Game Pass para Xbox One e Windows. Smith disse que a inclusão no Game Pass foi um benefício líquido para eles: "Acho que o Game Pass é um ótimo veículo para colocar o que criamos nas mãos de mais jogadores e, finalmente, acho que é realmente saudável para um IP de Ori, é realmente saudável para Moon, é realmente saudável para Xbox, para mais pessoas jogarem Ori."
Ori and the Will of the Wisps foi lançado para Xbox One e Windows 10 em 11 de março de 2020. Enquanto a Microsoft permitiu que a Moon Studios lançasse Blind Forest para Nintendo Switch, Smith afirmou que o estúdio não tem planos de uma conversão ao Switch no momento do lançamento da sequência. Smith também menciona que não se sabe se Will of the Wisps terá ou não melhorias especiais para rodar nos próximos modelos de quarta geração do Xbox, como o Xbox Series X.